# Riqui Puig
Pour les articles homonymes, voir Puig.
Ricard Puig i Martí, plus communément connu sous le nom de Riqui Puig (prononcé en catalan : [ˈri.ki ˈput͡ʃ]), né le 13 août 1999 à Matadepera en Catalogne (Espagne), est un footballeur espagnol qui joue actuellement au poste de milieu de terrain au Galaxy de Los Angeles en MLS.

## Biographie

### Jeunesse et formation
Ricard Puig Martí est né à Matadepera, dans la province de Barcelone en Catalogne, le 13 août 1999. Il vient d'une famille qui n'est pas spécialement adepte du football, mis à part son père qui jouait dans un club de Catalogne. Son frère se distingue par exemple dans le hockey sur gazon et Puig a d'abord commencé à jouer au tennis avant de se mettre au football.
Il commence le football à l'âge de huit ans, il intègre le club de Jàbac, situé à Terrassa en Catalogne. Avant cela, il n'avait jamais joué au football et impressionne beaucoup de recruteurs dont ceux du FC Barcelone. Il rejoint finalement le club des Blaugranes  en 2013 à l'âge de 13 ans.

### Carrière en club

#### Débuts compliqués (2018-2020)
Puig intègre l'effectif du FC Barcelone B, équipe réserve des Blaugranas, lors de la saison 2017-2018. Le 24 février 2018, il fait ses débuts en senior, alors âgé de dix-huit ans, en entrant en jeu à la place de Marcus McGuane (es) contre le Gimnàstic Tarragone en Segunda División.
Le 5 décembre 2018, Puig fait sa première apparition sous les couleurs de l'équipe première du FC Barcelone, lors d'un match de Coupe du Roi face au Cultural y Deportiva Leonesa. Il rentre en jeu à la 55e minute, et réalise la passe décisive du quatrième et dernier but du FC Barcelone.
Le 13 avril 2019, il découvre la Liga, face à la SD Huesca, à l'Estadio El Alcoraz (match nul 0-0).
Beaucoup de médias espagnols déclarent que Puig pourrait partir en prêt ou même définitivement à l'étranger, après la défaite du FC Barcelone face au Celta de Vigo (2-0), match dans lequel Puig dispute 90 minutes, il déclare : « Je voudrais bien faire partie de l'équipe première, mais ce n'est pas moi qui décide, c'est le club. Si je dois encore jouer une saison pour l'équipe B du Barça en Segunda B, je le ferai, ça m'est égal' ».
La saison 2018-2019 s'avère être décevante pour Puig, étant beaucoup réclamé par les supporters catalans, mais n'ayant pas la confiance de son coach Ernesto Valverde, il n'est même pas sélectionné par ce dernier pour la finale de la Coupe du Roi face à Valence CF, une finale perdue par le FC Barcelone (1-2).
Le 9 décembre 2019, Puig est convoqué pour la première fois de la saison 2019-2020 pour affronter l'Inter Milan lors de la dernière journée des phases de groupes de la Ligue des champions de l'UEFA. Malheureusement, pour une raison inconnue, le joueur passe la soirée dans les tribunes et ne joue donc pas le match.
Le 19 janvier 2020, à la suite de l'arrivée du nouvel entraîneur Quique Setién, Puig dispute son premier match de la saison face à Grenade CF (victoire 1-0). Il est encore écarté de l'effectif la journée suivante (lors de la défaite 2 à 0 face à Valence CF) mais commence petit à petit à intégrer l'équipe première à partir de la 22e journée face à Levante UD (match dans lequel il rentre à la 87e minute de jeu afin de remplacer Ansu Fati, le Barça remporte finalement la victoire 2-1). Il passe encore la 23e journée sur le banc et est de nouveau écarté de l'effectif, il réintègre encore une fois l'équipe première lors de la 27e journée afin d'affronter la Real Sociedad, mais il passe encore l'entièreté de la rencontre sur le banc.

#### Confirmation post-reprise (2020-2022)
Malheureusement, le 23 mars 2020, la RFEF (fédération royale espagnole de football) annonce l'interruption du championnat à cause de la pandémie de Covid-19. Le championnat reprend à peu près trois mois plus tard, Riqui passe encore une fois la rencontre sur le banc lors du match de reprise face au RCD Majorque et il joue le total de 19 minutes lors des deux journées suivantes (face au CD Leganés et au FC Séville), mais c'est lors de son entrée en jeu face à l'Athletic Bilbao qu'il dévoile sa palette technique, il remplace notamment Arthur à la 57e minute et réalise une performance qui « enflamme les réseaux sociaux ».
Cette performance lui permet d'enchaîner les titularisations contre le Celta, l'Atlético, Valladolid ou encore Osasuna. Ses performances sont tout d'abord applaudis par la presse qui souligne qu'il est l'une des seules satisfactions de l'effectif catalan alors que le Barça est empêtré dans une vraie crise interne mais il est aussi adoré par les fans blaugranas qui le voit comme le digne représentant de La Masia, centre de formation jugé comme étant délaissé sous la direction de Josep Maria Bartomeu. Ce soutien global se montre notamment lors des phases finales de la Ligue des champions 2020-2021 où sa non-titularisation en huitièmes de finale retour face au SSC Naples cause l'incompréhension générale chez les supporters. De plus, après l'humiliation subie en quarts de finale face au Bayern Munich, Riqui Puig est l'un des seuls joueurs qui n'est pas sifflé par les supporters à son retour à Barcelone. L'élimination en Ligue des champions cause un vrai ras de marée dans l'effectif barcelonais où quasiment tout l'effectif est placé sur la liste des transferts, à l'exception de cinq joueurs, dont Puig fait partie.
Le 19 août 2020, Ronald Koeman signe un contrat de deux ans avec le FC Barcelone et remplace donc Quique Setién en tant qu'entraîneur, son arrivée est vue comme positive par les supporters, car ils le considèrent comme le nouvel instigateur de la révolution catalane. Un mois plus tard, lors de l'annonce des joueurs sélectionnés par Ronald Koeman afin d'affronter Elche CF à l'occasion du Trophée Joan Gamper, les supporters remarquent très vite l'absence de Riqui Puig, Gerard Romero (journaliste très proche du FC Barcelone) déclare tout d'abord que la cause de l'absence est un « problème technique », une heure plus tard il écrit que Ronald Koeman aurait informé Riqui Puig du fait qu'il ne comptait pas sur lui cette saison et ce pour deux raisons, tout d'abord Riqui Puig ne rentrerait pas dans le système du coach néerlandais et de deux, il y aurait trop de concurrence à son poste.
La réaction des supporters est immédiate, le hashtag #RiquiNoSeToca (ce qui veut dire "on ne touche pas à Riqui") devient vite très populaire en Espagne, mais aussi en France, à tel point que Koeman a dû s'expliquer à la fin du match contre Elche, il déclare : « Ce n'est pas vrai que je lui ai dit que je ne comptais pas sur lui. J'ai parlé avec le joueur ce vendredi. La situation de Riqui s'applique également à d'autre joueurs. Ils doivent jouer parce qu'ils sont jeunes. Je lui ai dit que ce serait très difficile de jouer ici. Je lui ai recommandé de partir en prêt. ».
Lors de la Supercoupe d'Espagne 2020-2021, en janvier 2021, alors que le FC Barcelone est tenu en échec par la Real Sociedad (1-1) en demi-finale, Puig rentre en jeu au début des prolongations. Cependant, le Barça ne parvient pas à marquer et joue donc sa qualification au tir au but : Puig se porte alors volontaire pour tirer le cinquième pénalty et potentiellement le pénalty de la victoire. Alors que Marc-André ter Stegen sort trois des cinq pénaltys des joueurs basques, Puig se présente face à Álex Remiro, le gardien adverse, et marque son pénalty envoyant ainsi le Barça en finale.
Le 24 février, le Barça affronte Elche pour la 20e journée de Liga, Riqui Puig débute sur le banc. Son coach, Ronald Koeman, le fait rentrer à la 87e minute et il marque deux minutes plus tard son premier but sous les couleurs du FC Barcelone en marquant de la tête sur un centre de Frenkie de Jong. Grâce à son but le Barça s’impose 0-2 à l’extérieur.

#### Transfert à Los Angeles
Le 4 août 2022, Puig est transféré au Galaxy de Los Angeles, franchise de Major League Soccer, où il signe un contrat de trois ans et demi.
Riqui Puig s'intègre rapidement à la MLS et s'affirme comme un joueur important du Galaxy de Los Angeles sous la direction de Greg Vanney, ce qui se traduit par une prolongation de contrat jusqu'en 2027, moins d'un an après son arrivée.
En 2023, il exprime sa gratitude envers son entraîneur, Greg Vanney, lors d'une interview, soulignant combien il lui est reconnaissant pour sa confiance et pour lui avoir offert cette opportunité.
Dans cette même interview, Riqui Puig revient également sur les raisons de son départ du FC Barcelone. Il explique que lors de la pré-saison 2022, Xavi lui aurait clairement fait savoir qu'il ne comptait plus sur lui et qu'il cherchait à l'orienter vers un transfert au Qatar, où Xavi avait joué auparavant. Cette situation a profondément déconcerté Puig, d'autant plus que le président Joan Laporta lui avait assuré qu'il incarnait l'avenir du club. Refusant de partir, Puig s'est vu interdire l'accès aux entraînements de l'équipe première par Xavi, ce qui l'a finalement poussé à chercher une issue ailleurs.
Le 15 septembre 2024, à l'occasion d'El Trafico, le derby entre le Los Angeles Galaxy et le Los Angeles FC, Riqui Puig marque un but et délivre deux passes décisives, permettant à son équipe de remporter la victoire 4 à 2 alors que le LA Galaxy était mené 2 à 0 à la fin de la première mi-temps après avoir été dominé par son adversaire. Cette victoire permet au LA Galaxy de devenir la première équipe de la conférence ouest à se qualifier pour les playoffs de la MLS Cup 2024.
Le 1er décembre 2024, lors de la finale de la conférence Ouest de la MLS opposant le LA Galaxy aux Sounders de Seattle, Riqui Puig joue un rôle déterminant en délivrant une passe décisive à la 85e minute pour Dejan Joveljić. Ce geste permet au Galaxy de se qualifier pour la Coupe de la MLS pour la première fois depuis 2014.
Quelques jours après la rencontre, le club révèle que Riqui Puig a subi une déchirure du ligament croisé antérieur à la 63e minute du match. Malgré cette blessure grave, il a continué à jouer plus de trente minutes, contribuant de manière décisive à la victoire de son équipe. 
Une semaine plus tard, le LA Galaxy remporte la Coupe de la MLS face aux Red Bulls de New York sur le score de 2 à 1. Son coéquipier, Joseph Paintsil, lui rend hommage en brandissant son maillot après avoir marqué le premier but de la rencontre. 

### En équipe nationale
Puig est convoqué dans l'équipe de Catalogne de Gerard Piqué, son coéquipier au Barça, pour le match du 25 mars 2019 contre le Venezuela. C'est justement à la place du capitaine de la sélection catalane qu'il entre en jeu en deuxième mi-temps : alors que le score est à 0-0, Puig est à l'origine du premier but de ce qui sera finalement une victoire 2-1 des Catalans, marquée par le talent du jeune barcelonais,.

## Statistiques

### Statistiques en club
| Saison                | Club                  | Championnat           | Championnat | Championnat | Championnat | Coupe(s) nationale(s) | Coupe(s) nationale(s) | Coupe(s) nationale(s) | Supercoupe | Supercoupe | Supercoupe | Compétition(s) continentale(s) | Compétition(s) continentale(s) | Compétition(s) continentale(s) | Compétition(s) continentale(s) | Séries | Séries | Séries | Total | Total | Total |
| Saison                | Club                  | Division              | M.          | B.          | P.d.        | M.                    | B.                    | P.d.                  | M.         | B.         | P.d.       | Comp.                          | M.                             | B.                             | P.d.                           | M.     | B.     | P.d.   | M.    | B.    | P.d.  |
| 2018-2019             | FC Barcelone          | Liga                  | 2           | 0           | 0           | 1                     | 0                     | 1                     | -          | -          | -          | C1                             | -                              | -                              | -                              | -      | -      | -      | 3     | 0     | 1     |
| 2019-2020             | FC Barcelone          | Liga                  | 11          | 0           | 2           | 1                     | 0                     | 0                     | -          | -          | -          | C1                             | -                              | -                              | -                              | -      | -      | -      | 12    | 0     | 2     |
| 2020-2021             | FC Barcelone          | Liga                  | 14          | 1           | 0           | 4                     | 0                     | 0                     | 2          | 0          | 0          | C1                             | 4                              | 0                              | 0                              | -      | -      | -      | 24    | 1     | 0     |
| 2021-2022             | FC Barcelone          | Liga                  | 15          | 1           | 0           | 1                     | 0                     | 0                     | -          | -          | -          | C1+C3                          | 1+1                            | 0+0                            | 0+0                            | -      | -      | -      | 18    | 1     | 0     |
| Sous-total            | Sous-total            | Sous-total            | 42          | 2           | 2           | 7                     | 0                     | 1                     | 2          | 0          | 0          | -                              | 6                              | 0                              | 0                              | 0      | 0      | 0      | 57    | 2     | 3     |
| 2022                  | Galaxy de Los Angeles | MLS                   | 10          | 3           | 2           | -                     | -                     | -                     | -          | -          | -          | -                              | -                              | -                              | -                              | 2      | 0      | 0      | 12    | 3     | 2     |
| 2023                  | Galaxy de Los Angeles | MLS                   | 29          | 7           | 4           | 3                     | 1                     | 0                     | -          | -          | -          | LCup                           | 2                              | 1                              | 0                              | -      | -      | -      | 34    | 9     | 4     |
| 2024                  | Galaxy de Los Angeles | MLS                   | 29          | 13          | 9           | -                     | -                     | -                     | -          | -          | -          | LCup                           | 3                              | 0                              | 1                              | 4      | 4      | 3      | 36    | 17    | 13    |
| Sous-total            | Sous-total            | Sous-total            | 68          | 23          | 15          | 3                     | 1                     | 0                     | 0          | 0          | 0          | -                              | 5                              | 1                              | 1                              | 6      | 4      | 3      | 82    | 29    | 19    |
| Total sur la carrière | Total sur la carrière | Total sur la carrière | 110         | 25          | 17          | 10                    | 1                     | 1                     | 2          | 0          | 0          | -                              | 11                             | 1                              | 1                              | 6      | 4      | 3      | 139   | 31    | 22    |

## Palmarès

### En club
| FC Barcelone (2) | Galaxy de Los Angeles (1)                   |
| --- | ------------------------------------------- |
| - Championnat d'Espagne (1) : - Champion : 2019 - Vice-champion : 2020 et 2022 - Coupe d'Espagne (1) : - Vainqueur : 2021 - Finaliste : 2019 - Supercoupe d'Espagne : - Finaliste : 2021 | - Coupe de la MLS (1) : - Vainqueur en 2024 |